# Concert by the Sea
Concert by the Sea ist ein Jazzalbum von Erroll Garner. Es wurde am 19. September 1955 in Carmel-by-the-Sea, Kalifornien aufgenommen und erschien 1956 bei Columbia Records. Es gilt als eine der ersten LPs der Jazzgeschichte, die sich mehr als eine Million Mal verkaufte und mit der es insbesondere gelang, ein Publikum zu erreichen, das sonst eher selten Jazz hörte. Concert by the Sea ist charakterisiert durch seine energetische und mitreißende Darbietung des Jazz. Es zeigt Garners einzigartigen Stil, der eine Mischung aus Swing, Bebop und Blues ist.

## Vorgeschichte des Konzerts
Der Pianist Erroll Garner, dessen Popularität in den Vereinigten Staaten in der Mitte der 1950er Jahre vor allem auf seiner Komposition Misty beruhte, wurde im September 1955 von der Entertainment Division der US-Army angefragt, ob er ein Konzert für Veteranen des Koreakrieges geben würde. Die Einheit war in Fort Ord in der Nähe von Carmel stationiert, einer Kleinstadt an der Pazifikküste nahe San Francisco. Das Konzert war für den 19. September 1955 im Sunset Auditorium vorgesehen, einem früheren Kirchengebäude. Als sich herausstellte, dass viele der Soldaten nicht an dem Konzert teilnehmen konnten, fragten die Organisatoren Martha Glaser, die Erroll Garners Produzentin war, ob man nicht das Konzert aufnehmen könne, um es später den im Armeelazarett liegenden Soldaten vorzuspielen. Glaser war einverstanden, bestand aber darauf, dass die Bänder nach dem Konzert exklusives Eigentum von Garners Management seien. Ein Jazzfan namens Will Thornbury nahm das Konzert schließlich auf; Martha Glaser sagte ihm:

“I’ll give you copies of every record Erroll ever made, but I can’t let you keep that tape.”

## Musik des Albums
Erroll Garners Trio bestand aus Eddie Calhoun am Bass und Denzil Best am Schlagzeug. Das Concert by the Sea beginnt mit einer von Garners charakteristischen Einleitungen mit der linken Hand, schrieb Will Friedwald – „sogar sein Bassist und sein Drummer, in diesem Fall Eddie Calhoun und Denzil Best haben kaum einen Plan davon, was er vorhat“. Dieses Intro ist teilweise düster, schwer und ernst – es steigert sich bis zum Punkt, in dem Garner zu I’ll Remember April ansetzt. Den als romantisches Liebeslied komponierten Song spielt Garner so swingend, dass sich Friedwald an die Surfer und die Meeresbrise auf einem späteren Albumcover erinnert fühlt. Garner verringert das Tempo in How Could You Do a Thing Like That to Me (der Titel ist auch als Duke Ellingtons Sultry Serenade bekannt). „Der Pianist zeigt, dass er genauso geschickt darin ist, beim Spiel Räume zu schaffen wie Noten zu spielen“, meinte Friedwald. Der Hauptteil des Albums stelle seinen Gespür für die Verarbeitung klassischer Jazzstandards wie etwa Where or When heraus; in Red Top bearbeitet er einen 12-taktigen Blues und seine Komposition Mambo Carmel zeigt seine Begeisterung für lateinamerikanischen Polyrhythmen. Zum Ende des Konzerts entwickelt sich eine kurze Unterhaltung mit dem Emcee, dem Radiomoderator Jimmy Lyons. Nach dem kurzen Erroll’s Theme stellte Lyons die Musiker vor und meinte, dass Garner an dem Abend noch nicht mit dem Publikum gesprochen habe. Damit entlockt er dem Pianisten den Kommentar, seine Musik spreche für sich und zu seiner Stimme sagte er: It’s worse than Louis Armstrong’s...

## Veröffentlichung und Resonanz der Aufnahmen

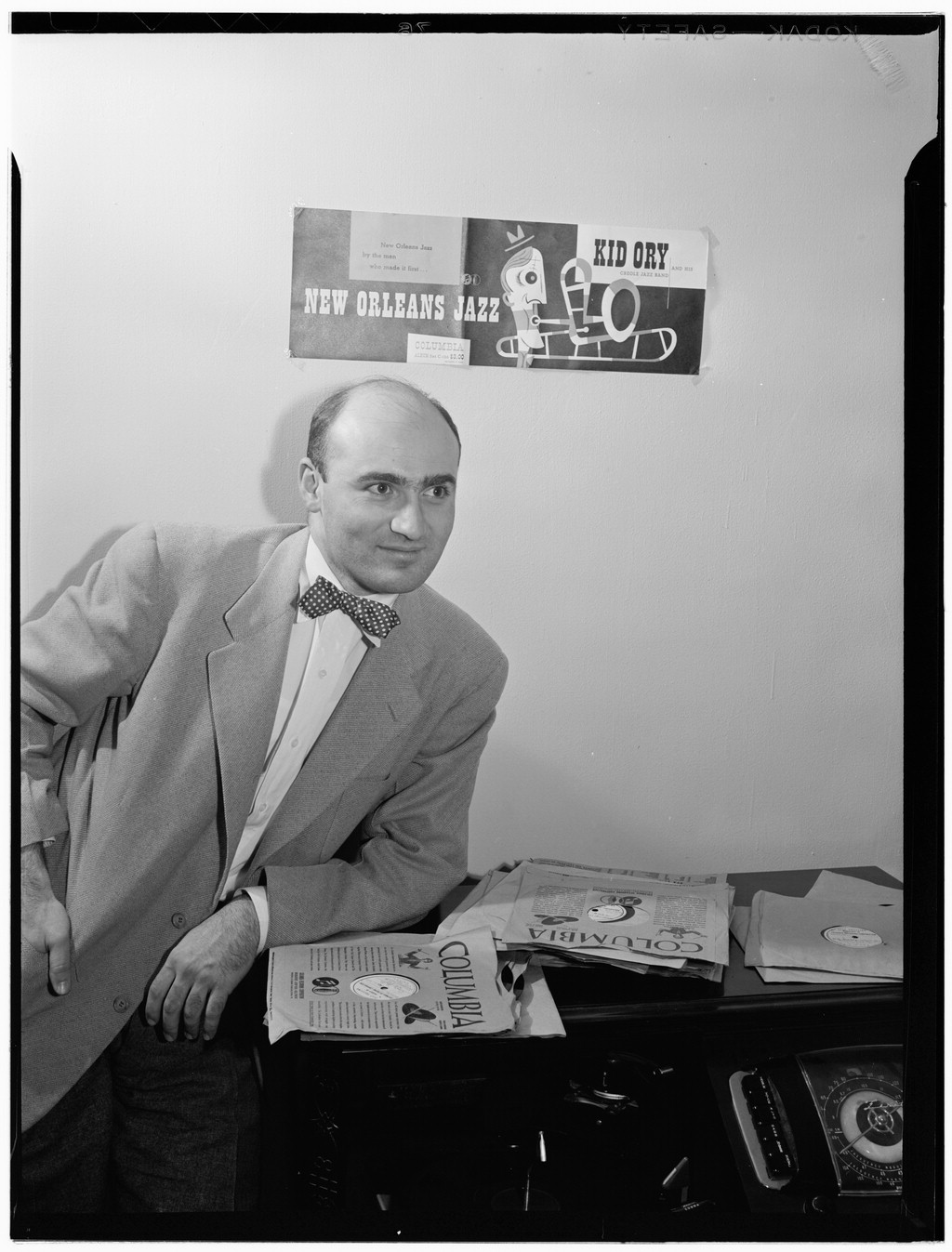
Produzent George Avakian.
Foto: William P. Gottlieb.

Eine Veröffentlichung von Concert by the Sea war zunächst gar nicht vorgesehen. Als jedoch Garner und seine Agentin die mitgeschnittenen Bänder abhörten, waren sie davon so begeistert, dass sie die Veröffentlichung der Bänder vorbereiteten. Erroll Garner und sein Trio hatten ungefähr 15 Titel während des Konzerts gespielt, von denen elf ausgewählt wurden, Stücke wie I Cover the Waterfront, Bernie’s Tune, Laura und The Nearness of You wurden verworfen. Weiterhin wurde deutlich, dass es zwar ein ausgezeichnetes Konzert Garners war, die Klangqualität und -balance aber schlecht waren, vor allem zum Nachteil der Rhythmusgruppe. Man entschied, das mit einem einfachen Tonbandgerät mit nur einem Mikrophon aufgenommene Tonband an George Avakian zu schicken, dem Produzenten bei Columbia.
Garner hatte seinen Vertrag mit Columbia zwar schon drei Jahre zuvor beendet; als jedoch Avakian die Bänder hörte, war er sofort begeistert und meinte später in einem Interview:

“I totally flipped over it! I knew that we had to put it out right away.”

Zwei Wochen später hatte Avakian die Klangqualität soweit verbessert, dass sie ausreichend war, um die Bänder als Album zu veröffentlichen. Dies entwickelte sich rasch zu einem Verkaufsrenner; es war auch in Garners dreißigjähriger Karriere sein größter Erfolg. der Billboard notierte im März 1958 das Album auf Platz 2 der amerikanischen Charts; vor ihm lag Shelly Mannes My Fair Lady-Album. Bereits Mitte 1963 erreichten die Verkäufe die Marke von 500.000 verkauften Exemplaren. Das Album wurde über eine Million Mal verkauft, verschaffte Garner eine wachsende Popularität in den Vereinigten Staaten und ermöglichte ihm Auftritte in zahlreichen Nachtclubs; im November 1957, kurz vor seiner Europatournee, war Erroll Garner zu Gast in Patti Pages Fernsehshow The Big Record.
Das Magazin Rolling Stone wählte das Album 2013 in seiner Liste Die 100 besten Jazz-Alben auf Platz 56. Die Edition des vollständigen Konzerts erhielt den Prix de la Meilleure Réédition ou du Meilleur Inédit der Académie du Jazz.

## Editorische Hinweise
Die LP Concert by the Sea erschien zunächst bei Columbia (CL 883) 1956, in Europa gab es unter gleichem Titel, aber mit veränderter Covergestaltung, Ausgaben von Philips (B 07170 L) und Melodiya (M 60-39911-12). Columbia veröffentlichte später den Mitschnitt auch in verschiedenen Kopplungen als Doppelalbum, etwa in den Niederlanden 1972 als This is Erroll Garner 2 (CBS Holland S 68 219) oder 1985 in Großbritannien als Misty & Concert By the Sea (CBS 22185).
Columbia legte 1987 eine erste Ausgabe von Concert by the Sea als CD vor (CK 40589). Mit bisher unveröffentlichtem Material erschienen die Aufnahmen 2007 bei Jazz Beat. Dort erschien auch eine Wiederveröffentlichung in Form einer 180-Gramm-LP. In der Reihe Essential Jazz Classics erschien bei Discovery Records in CD-Form das Original-Album, gekoppelt mit dem Originaltitel (1954) Misty und Konzertmitschnitten von der Weltausstellung Seattle 1962 (mit Eddie Calhoun (Bass) & Kelly Martin (Drums)). 2015 veröffentlichte Sony Legacy und die Octave Music Publishing Corporation die 3-CD-Box The Complete Concert By the Sea, die den vollständigen Konzertmitschnitt (inklusive elf bislang unveröffentlichten Titeln) und Interviews mit Erroll Garner, Denzil DaCosta Best und Eddie Calhoun, die direkt nach dem Konzert entstanden, enthält. Produziert wurde die Ausgabe von Geri Allen und Steve Rosenthal, außerdem Liner Notes von Geri Allen, Robin D.G. Kelley und Dan Morgenstern.

## Die Titel
- Erroll Garner:  Concert by the Sea (Columbia CL 883, CK 40589)
  1. I’ll Remember April (Gene De Paul, Patricia Johnston, Don Raye) – 4:14
  2. Teach Me Tonight (Sammy Cahn, de Paul) – 3:37
  3. Mambo Carmel-by-the-sea (Erroll Garner) – 3:43
  4. Autumn Leaves (Joseph Kosma, Jacques Prévert, Johnny Mercer) – 6:27
  5. It’s All Right with Me (Cole Porter) – 3:21
  6. Red Top (Lionel Hampton, Ben Kynard) – 3:11
  7. April in Paris (Vernon Duke, Yip Harburg) – 4:47
  8. They Can’t Take That Away from Me (George Gershwin, Ira Gershwin) – 4:08
  9. How Could You Do a Thing Like That to Me (Tyree Glenn, Allan Roberts) – 3:59
  10. Where or When (Richard Rodgers, Lorenz Hart) – 3:06
  11. Erroll’s Theme (Garner) – 0:46

## Rezeption des Albums
Will Friedwald begründet den immensen Erfolg wie folgt:

„Von den ersten Noten an spielt Garner inspiriert - eben brennend. Er spielt immer mit einer Kombination aus Witz, Fantasie, erstaunlichen technischen Können und schierer Freude, was weit vom Spiel all seiner Zeitgenossen entfernt war, aber in dieser besonderen Nacht erreichte er ein Niveau weit über seinem üblichen olympischen Standard.“

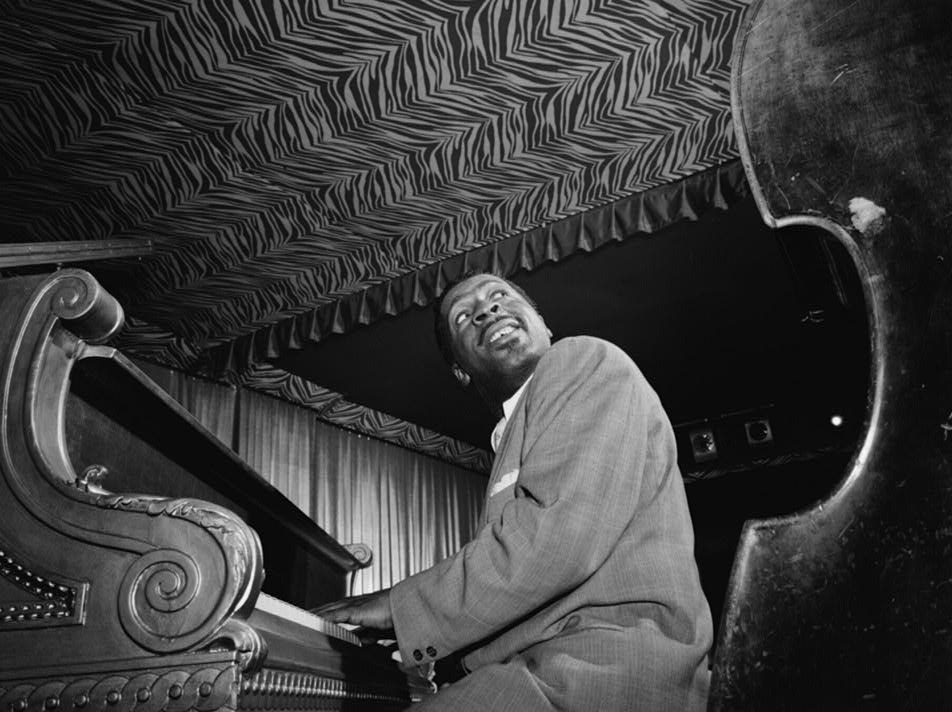
Erroll Garner um 1947, Fotografie von William P. Gottlieb.

Bob Rusch vergab an das Album in AllMusic die Höchstnote von fünf Sternen und schrieb

„Concert by the Sea war wohl die beste Platte, die der Pianist Erroll Garner je gemacht hat, und er machte viele - [darunter] ein paar wenige außerordentliche - gute Aufnahmen. Aber dieser Livemitschnitt […] präsentierte ein typisches Garner-Programm; er lieferte mit seinem einzigartigen Enthusiasmus eine Mischung aus Originalen, Showbiz und Popstandards. Der Rhythmus und die brillante Verwendung von Anspannung und Befreiung wurden perfekt eingefangen. Und das, obwohl für viele Jazzhörer Garners überlegte Strukturen [sonst] zu orchestriert wirkten, war da eine gleichmäßige Spontaneität in der Antriebskraft dieser Orchestrierungen, die so gut wie alles swingten.“

Zurückhaltender äußerten sich Richard Cook und Brian Morton in The Penguin Guide to Jazz über die Mitschnitte; Concert by the Sea sei weder essentiell noch charakteristisch, aber Teile des Konzertes wie die Einleitung zu I’ll Remember April und Red Top zeigten den Pianisten von seiner lebhaften Seite; aber fast noch interessanter sei seine wohlgestaltete Bearbeitung von How Could You Do a Thing Like That to Me.
Brian Priestley hob im Rough Guide: Jazz das Concert by the Sea-Album in der Garner-Diskographie hervor und erwähnte besonders dessen Interpretation der Standards Autumn Leaves und Red Top
C. Michael Bailey schrieb in All About Jazz (das Concert By The Sea in die Liste der 10 besten Livealben der Jahre 1953–1965) aufnahm:

„[…] Und was macht diese ‚Garner’sche Machart‘ aus? Ohne formale Ausbildung war Erroll Garner nicht durch Theorie oder die übliche Auftrittspraxis behindert, was seine Musik sehr ungewöhnlich machte. Garner trat mit einem knallharten orchestralen Stil auf, der eine Art von Anti-Bud Powell war. Seine linke Hand war ebenso ein Instrument des Rhythmus wie auch der Harmonik. Garners erstaunlich freie Einleitungen, so wie in I’ll Remember April, wurden mit seiner linken Hand gehämmert. Garners Mangel an formaler Ausbildung war sein größtes Kapital. Es befähigte ihn zu harmonischen Erkundungen und Arrangements in einer postmodernen Art und Weise, bevor es die Postmoderne gab. Zum Beispiel Gershwins They Can’t Take that Away from Me. Hier dekonstruiert Garner den [durch] Ellington [bekannten] Titel in großem Stil, zunächst in den unteren Registern umherschweifend, bevor er in die höheren Register aufbricht. Mit seiner schnörkelhaften Einleitung und idiosynkratischen Herangehensweise an die Melodie formt Garner April in Paris um. Ich könnte mir vorstellen, Franz Liszt hätte Standards auf diese Weise gespielt. Concert by the Sea ist ein rissiges Monument der Perfektion. Diese Aufnahme war eine Dichotomie, ein Paradox, wo der Ungelehrige nicht nur siegt, sondern Kunst von bleibender Qualität schafft. Das ist die Kunst.“

Im Gespräch mit A. B. Spellman für das National Public Radio meinte Murray Horwitz:

„Ja, da sind ein paar schöne Balladen, und das Erstaunlichste an dem Album Concert by the Sea ist, dass dies alles in einer Nacht stattfand. Es ist ein Rezital eines Pianisten, begleitet von einem Bassisten und einem Schlagzeuger – Eddie Calhoun und Denzel Best – und er brachte einen außergewöhnlichen Ablauf von Tempi und Grooves in sein Spiel. So sind da all jene wirklichen heftig swingenden, schnellen, virtuosen Titel, in denen er seine Schnelligkeit zeigt. Aber genauso virtuos ist er mit seinem Balladenspiel, wie in Autumn Leaves.“